# Missionários de Guadalupe
Missionários de Guadalupe (em castelhano:  Misioneros de Guadalupe, nome oficial: em castelhano:  Instituto de Santa María de Guadalupe para las Misiones Extranjeras), também conhecida pela abreviatura MG, é uma sociedade missionária católica romana no México. Foi fundada em 7 de outubro de 1949. A sede está localizada na Cidade do México. Os membros da Sociedade são seculares e dedicam suas vidas à missão Ad gentes.
O primeiro Superior Geral da Sociedade foi o Bispo Alonso M. Escalante, um mexicano que já trabalhou por anos na China e na Bolívia.